# Бренешть (комуна, Горж)
Бренешть, Бренешті (рум. Brănești) — комуна у повіті Горж в Румунії. До складу комуни входять такі села (дані про населення за 2002 рік):
- Бедешть (156 осіб)
- Бребеней (290 осіб)
- Бренешть (411 осіб) — адміністративний центр комуни
- Джилорту (375 осіб)
- Капу-Дялулуй (849 осіб)
- Пириу (465 осіб)

Комуна розташована на відстані 210 км на захід від Бухареста, 44 км на південь від Тиргу-Жіу, 46 км на північний захід від Крайови.

## Населення
За даними перепису населення 2002 року у комуні проживали 2546 осіб.
Національний склад населення комуни:
| Національність | Кількість осіб | Відсоток |
| -------------- | -------------- | -------- |
| румуни         | 2545           | > 99,9%  |
| цигани         | 1              | < 0,1%   |

Рідною мовою назвали:
| Мова      | Кількість осіб | Відсоток |
| --------- | -------------- | -------- |
| румунська | 2545           | > 99,9%  |
| циганська | 1              | < 0,1%   |

Склад населення комуни за віросповіданням:
| Релігія       | Кількість осіб | Відсоток |
| ------------- | -------------- | -------- |
| православні   | 2528           | 99,3%    |
| п'ятдесятники | 18             | 0,7%     |

## Зовнішні посилання
- Дані про комуну Бренешть на сайті Ghidul Primăriilor [Архівовано 4 липня 2009 у Wayback Machine.]